# Anafi
Anafi (em grego: Ανάφη) é uma ilha da Grécia que faz parte do arquipélago das Cíclades, no mar Egeu, situada a leste de Santorini. Tem 40,37 km² de área e em 2001 tinha 273 habitantes (densidade: 6,8 hab./km²). Administrativamente faz parte da região do Egeu Meridional e da unidade regional de Santorini. 
Com o aspeto de um cone que irrompe do mar, culminando a 584 metros de altitude no monte Viglas, Anafi é célebre por ter dado nome ao bairro ateniense de Anafiotika, situado no sopé da Acrópole. No reinado de Oto I (r. 1833–1862), a maior parte dos habitantes da ilha instalaram-se nesse bairro, reproduzindo ali a arquitetura típica das Cíclades.

## Descrição
Atualmente só existe uma localidade habitada permanentemente: Chora, alcandorada no cimo duma encosta no topo da qual se erguem as ruínas dum castelo veneziano. Chora tem a aparência típica das aldeias cicládicas, com casas caiadas de branco e ruas estreitas. Uma estrada com 3,5 km liga a aldeia com o porto de Agios Nikolaos, situado numa baía da costa sul, onde atracam os navios que ligam com o Pireu. A pequena localidade portuária só é habitada durante os meses de verão. A única forma de se chegar à ilha é por barco; devido ao percurso dos ferry-boats incluir várias paragens, a viagem entre Anafi e o Pireu pode demorar cerca de 19 horas.
Na costa oriental encontra-se a aldeia de Kastelli, a qual também só é habitada no verão. Também na parte oriental encontra-se a aldeia de Katalimatsa. A península na extremidade oriental da ilha é dominada pelo monte Kalamos, um maciço monolítico com 420 metros, um dos maiores do Mediterrâneo. No seu topo ergue-se a igreja de Kalamiotissa, em grande parte reconstruida depois dum terramoto na década de 1950. As praias mais populares da ilha são provavelmente Klisidi e Roukounas.
Os habitantes dedicam-se principalmente à agricultura, à produção dum queijo local chamado "Vrasta", azeite e mel.

## História e mitologia
Na mitologia grega, a ilha deve o seu nome ao facto de Apolo tê-la feito aparecer aos Argonautas como abrigo de uma grande tempestade, usando o seu arco para iluminá-la — Ἀνάφη (anafos; intangível) deriva de ἀνέφηνεν ("ele fez aparecer"). Também se diz que o nome se deve à inexistência de serpentes na ilha (an ofis; sem serpentes).
A ilha foi uma colónia fenícia e dórica. No século V a.C. fez parte da Liga de Delos e na Idade Média, em 1207, integrou o Ducado de Naxos de Marco Sanudo, sob o domínio veneziano. Em 1537, foi saqueada pelo pirata Barba Ruiva, sendo então anexada ao Império Otomano. Quando o botânico francês Joseph Tournefort visitou Anafi em 1700, a ilha teria 300 habitantes, que pagavam 500 escudos de vários impostos e taxas aos Otomanos, e aparentemente estava invadida de perdizes — na Páscoa eram destruídos entre dez a doze mil ovos dessa ave. Em 1830 ou 1832, na sequência do Tratado de Londres de 1827, foi integrada no Reino da Grécia. Ao longo da história foi frequentemente usada como lugar de deportação.
Apesar do seu tamanho diminuto, Anafi é importante  mitologicamente e arqueologicamente. No mosteiro de Panagia Kalamiotisa há ruínas dum templo construído como oferenda ao deus Apolo Aegletus. Também há ruínas helénicas e romanas em Kasteli. A maior parte dos achados arqueológicos, nomeadamente estátuas, encontram-se atualmente em Chora, numa sala minúscula dita museu arqueológico. Em Katalimatsa foram encontrados restos dum antigo porto.